# Pikiran Rakyat

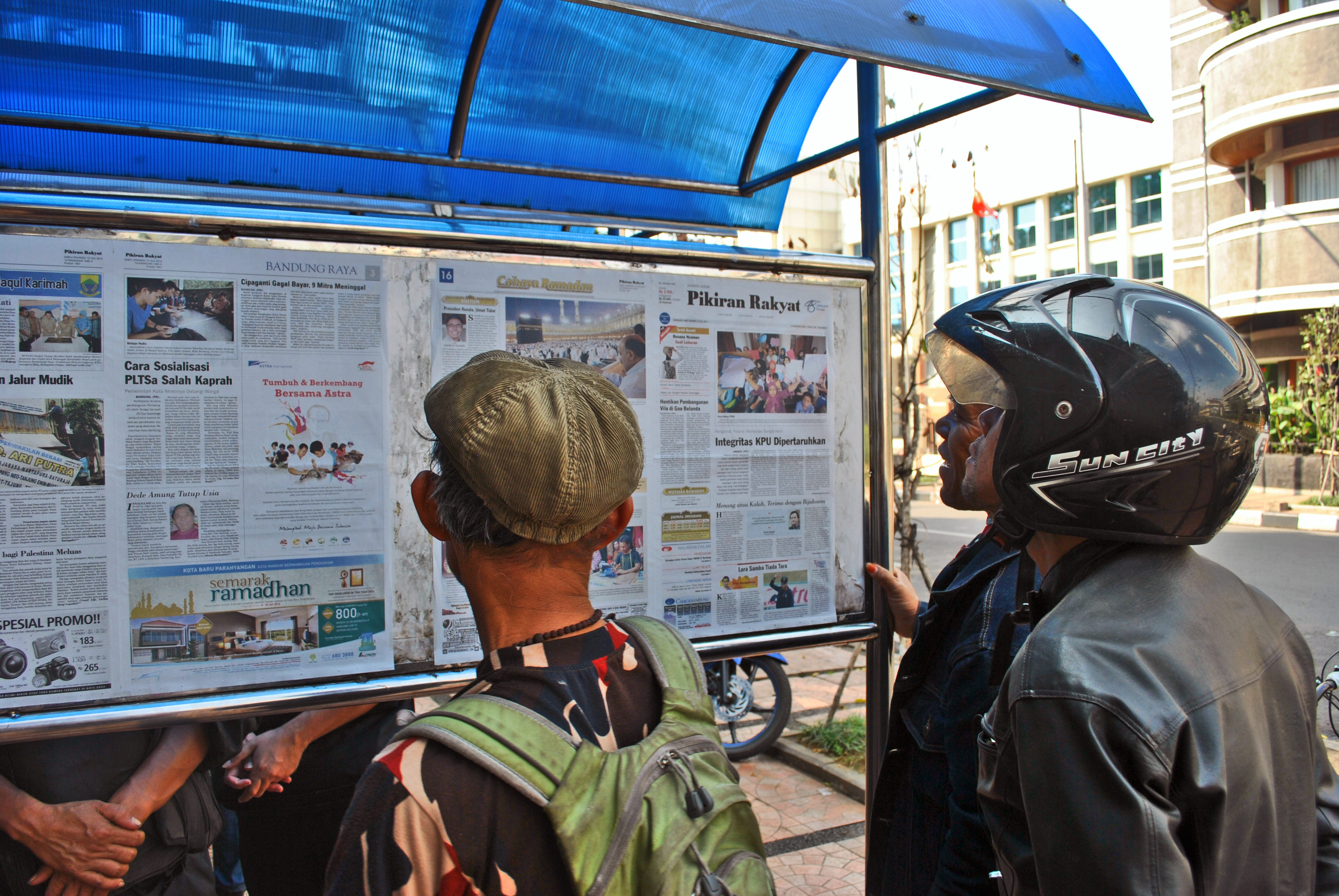
Lezers van Pikiran Rakyat in Bandung.

Pikiran Rakyat is een Indonesisch dagblad, dat wordt uitgegeven in Bandung. De krant wordt gedistribueerd in de provincies West-Java en Bantam. De naam betekent "Volksgedachte".

## Geschiedenis
In januari 1966 waren er in Bandung een aantal journalisten die hun werk verloren als gevolg van het stoppen van Pikiran Rakyat. Deze krant, die voor het eerst verscheen op 30 mei 1950, moest worden gestopt wegens het niet voldoen aan de censuurwetgeving. De regionale militaire commandant bleef echter behoefte houden aan een lokale krant voor informatiewinning en verspreiding. Vanaf 24 maart 1967 werd daarom hun eigen militaire blaadje omgedoopt tot een algemene krant voor de regio West-Java. De ontslagen journalisten kregen hier weer een fulltime baan. 
Tijdens de eerste 6 jaar was de oplage nooit meer dan 200.000 per dag, maar dankzij de volharding en vasthoudendheid werd de krant een objectief en kwalitatief gewaardeerd blad. Op 9 april 1973 werd Pikiran Rakyat juridisch omgevormd van een stichting tot een naamloze vennootschap. 
Vanaf begin 1974 werden de namen van de redacteuren weer vermeld. Tevens werd een nieuwe en moderne offsetdrukpers aangeschaft en konden nu 25.000 exemplaren per uur gedrukt worden. Het blad groeide vanaf dan uit tot de grootste krant van de provincie West-Java en overvleugelde daarmee de kranten uit de hoofdstad Jakarta. Tussen 1975 en 1986 werd de krant vervolgens over het gehele land verspreid en werd verkrijgbaar in gelijktalige landen als Maleisië en Brunei. 